# 존 스펜서 (배우)
존 스펜서(John Spencer, 1946년 12월 20일 ~ 2005년 12월 16일)는 미국의 배우이다.

## 출연 작품
- 더 록
- 웨스트 윙
- 콜드 하트
- 베이비 드라이버